# Ван дер Валсова веза
Ван дер Валсова веза је слаба интеракција између момента електричних дипола атома или молекула; типичне енергије су 0,1 eV или мање. Везивање молекула воде у течном и чврстом стању је делимично резултат ове дипол-дипол интеракције.
Ниједан атом нема непроменљиви диполни момент, као ни многи молекули. Ипак, варирање расподеле наелектрисања може довести до варирања момената дипола; а то може изазвати диполне моменте у суседним структурама. Све укупно, резултујућа дипол-дипол интеракција је привлачна, производећи слабу везаност атома или молекула. Интеракција услед потенцијалне енергије веома брзо опада са растојањем међу молекулима, обично као 1/r6. Претварање у течности или у чврсто стање код инертних гасова и молекула као  и  се дешава због Ван дер Валсових интеракција и дејства дипола. Није потребно пуно термалне енергије да се ове слабе везе раскину, тако да углавном такве супстанце постоје у течности и у чврстом стању при веома ниским температурама.
Име везе названо је по холандском физичару и математичару Јоханесу ван дер Валсу.